# Graubauch-Pinselschwanz-Baummaus
Die Graubauch-Pinselschwanz-Baummaus (Chiropodomys muroides) ist ein Nagetier in der Unterfamilie der Altweltmäuse (Murinae), das endemisch auf Borneo vorkommt.

## Merkmale
Die Art ist mit einer Kopf-Rumpf-Länge von 66 bis 88 mm sowie einer Schwanzlänge von 85 bis 91 mm der kleinste Vertreter der Gattung der Pinselschwanz-Baummäuse. Sie hat 15 bis 17 mm lange Hinterfüße und 14 bis 19 mm lange Ohren. Gewichtsangaben fehlen. Der Kopf und der Rumpf sind oberseits mit hellbraunem bis orangebraunem Fell bedeckt, während auf der Unterseite das namensgebende graue Fell vorkommt, gelegentlich mit bräunlicher Tönung. Die Grenze zwischen den Farbbereichen ist recht deutlich, jedoch fehlt eine trennende hellbraune Linie, die verschiedene andere Gattungsmitglieder besitzen. Am gut behaarten braunen Schwanz bilden etwa 6 mm lange Haare einen Pinsel an der Schwanzspitze. An den kurzen und breiten Füßen ist der große Zeh mit einem Fußnagel ausgerüstet, während die anderen Zehen leicht gebogene Krallen tragen. Weibchen besitzen im Leistenbereich zwei Zitzen pro Körperseite. Abweichen zu anderen Vertretern der Pinselschwanz-Baummäuse, die auf den Schneidezähnen orangefarbenes Zahnschmelz besitzen, hat die Art hellgelbes Zahnschmelz. Die Ohren sind mit feinen, fast unsichtbaren Haaren bedeckt, die Augen sind groß und die Vibrissen sind schmal.

## Verbreitung und Lebensweise
Exemplare der Graubauch-Pinselschwanz-Baummaus wurden bis 2017 in der Umgebung des Berges Kinabalu sowie im Süden der indonesischen Provinz Kalimantan Utara registriert. Vermutlich hat die Art ein weites Verbreitungsgebiet in zentralen und nördlichen Bereichen Borneos. Sie hält sich in Wäldern in mittleren Bereichen von Gebirgen auf und klettert auf Bäumen. Typische Bäume gehören zu den Buchengewächsen und Flügelfruchtgewächsen.
Der Aufbau der Zähne lässt vermuten, dass sie zum Öffnen der verholzten oder dicken Fruchtwand (Perikarp) von Obst genutzt werden, um an die Samen zu gelangen. Weitere Hinweise zur Lebensweise liegen nicht vor.

## Gefährdung
Die Art kann sich wie andere Pinselschwanz-Baummäuse an maßvolle Landschaftsveränderungen anpassen. Weiterhin existiert intensive Forstwirtschaft meist in tieferen Bereichen der Gebirge. Die Graubauch-Pinselschwanz-Baummaus kommt im Nationalpark Kinabalu vor. Sie ist jedoch selten und wenig erforscht. Die IUCN listet die Art mit ungenügende Datenlage (Data Deficient).